# Rumigny (Somma)
Rumigny – miejscowość i gmina we Francji, w regionie Hauts-de-France, w departamencie Somma.
Według danych na rok 1990 gminę zamieszkiwało 529 osób, a gęstość zaludnienia wynosiła 68 osób/km² (wśród 2293 gmin Pikardii Rumigny plasuje się na 513. miejscu pod względem liczby ludności, natomiast pod względem powierzchni na miejscu 623.).